# Dpkg
dpkg — программное обеспечение, основа системы управления пакетами в Debian и многих других операционных системах, основанных на Debian, например Ubuntu. dpkg предназначено для установки, удаления, и получения информации о .deb пакетах.
dpkg — низкоуровневая утилита. Существуют высокоуровневые утилиты, например APT, которые могут загружать пакеты из сетевого репозитория и отслеживать их взаимозависимости. Пользователи могут использовать утилиты с более дружественным интерфейсом, такие как Aptitude или Synaptic, предоставляющие лёгкий способ просмотра списка пакетов, их описаний и зависимостей.

## История
dpkg был создан Мэттом Уэлшом, Карлом Стритером и Яном Мёрдоком. Изначально dpkg был написан на Perl, но позже основная часть была переписана на Си Яном Джексоном в 1993. Название «dpkg» — это сокращение от «Debian package».

## Примеры использования
Утилиту можно использовать для установки пакета .deb командой:
```
dpkg -i имя_пакета.deb

```

Где имя_пакета.deb — это имя файла пакета (пакеты в Debian имеют расширение .deb). Запускать dpkg необходимо с правами суперпользователя (root).
Вывод списка установленных пакетов:
```
dpkg -l [маска]

```

Для удаления установленного пакета:
```
dpkg -r имя_пакета

```

## Инструменты разработчиков
Пакет dpkg-dev содержит серию инструментов, которые вызываются для создания пакета:
- dpkg-source архивирует и распаковывает исходные файлы пакета Debian.
- dpkg-deb архивирует и распаковывает двоичные пакеты.
- dpkg-gencontrol читает информацию из распакованного пакета Debian о дереве исходных файлов и генерирует двоичный пакет.
- dpkg-shlibdeps прослеживает зависимости пакета.
- dpkg-genchanges читает информацию из распакованного пакета Debian о дереве исходных файлов.
- dpkg-buildpackage — это скрипт, который может быть использован для автоматического создания пакета.
- dpkg-distaddfile добавляет файл в файлы Debian.
- dpkg-parsechangelog читает информацию из файла с изменениями распакованного пакета Debian и создаёт удобный файл с этими изменениями для просмотра его пользователем.